# SN 2010js
SN 2010js – supernowa typu IIn odkryta 7 listopada 2010 roku w galaktyce UGC 4294. W momencie odkrycia miała maksymalną jasność 18,10m.